# Třída Ersatz Yorck
Třída Ersatz Yorck byla plánovaná třída bitevních křižníků německého císařského námořnictva z doby první světové války. Plánována byla stavba tří jednotek této třídy. Jejich stavba byla zrušena.

## Stavba
Stavba tří jednotek této třídy byla objednána v dubnu 1915 v rámci třídy Mackensen. Proběhnout měla v loděnicích AG Vulcan a Blohm & Voss v Hamburku a Germaniawerft v Kielu. V červenci 1916 byl založen kýl prototypové jednotky Ersatz Yorck. Roku 1917 bylo rozhodnuto, že plavidla budou dokončena podle upraveného projektu, přičemž hlavní odlišností byla silnější výzbroj v podobě 380mm kanónů a upravená nástavba s jedním komínem. Do konce války plavidlo nebylo dokončeno a následně bylo sešrotováno.
Jednotky třídy Ersatz Yorck:
| Jméno              | Loděnice      | Založení kýlu | Spuštěna | Vstup do služby | Poznámka                              |
| ------------------ | ------------- | ------------- | -------- | --------------- | ------------------------------------- |
| Ersatz Yorck       | AG Vulcan     | červenec 1916 | –        | –               | Stavba zrušena, plavidlo sešrotováno. |
| Ersatz Gneisenau   | Germaniawerft | –             | –        | –               | Stavba zrušena před založenímu kýlu.  |
| Ersatz Scharnhorst | Blohm & Voss  | –             | –        | –               | Stavba zrušena před založenímu kýlu.  |

## Konstrukce
Výzbroj tvořilo osm 380mm kanónů ve dvoudělových věžích, dvanáct 150mm kanónů v kasematách, osm 88mm kanónů a tři 600mm torpédomety. Pohonný systém tvořilo 32 kotlů Marine a čtyři turbínová soustrojí o výkonu 90 000 hp, pohánějící čtyři lodní šrouby. Nejvyšší rychlost měla dosahovat 27,3 uzlu. Dosah měl být 5500 námořních mil při rychlosti 14 uzlů.